# باشگاه فوتبال سپاهان در فصل ۹۶–۱۳۹۵
در این صفحه شما اطلاعات سپاهان اصفهان در فصل ۹۶–۱۳۹۵ فوتبال ایران را خواهید دید. سپاهان اصفهان در این فصل در لیگ برتر شانزدهم و جام حذفی سی‌ام شرکت خواهد کرد.

## حواشی
عبدالله ویسی بازیکن سابق سپاهان پس از موفقیت در استقلال خوزستان و کسب مقام قهرمانی لیگ پانزدهم با سپاهان به توافق رسید تا سکان هدایت این تیم در لیگ شانزدهم را به دست گیرد. سپاهان در این فصل با خارج کردن ۱۳ بازیکن و جایگزین کردن ۱۳ بازیکن دیگر دست به بزرگترین تغییرات در ده سال گذشته زد.
در هفته دوم لیگ برتر مشخص شد که دنیل نوروزی بازیکن دورگه ایرانی- آلمانی که با سپاهان قرارداد بسته بود، به دلیل مشکلات مربوط به خدمت سربازی نمی تواند این تیم را همراهی کند. رایزنی های باشگاه سپاهان با سازمان نظام وظیفه برای حل مشکل نوروزی بی‌فایده بود و او مجبور به ترک اصفهان شد.
در دقیقه ۷۴ بازی سپاهان با نفت، عبدالله ویسی که تیم‌اش با ارائه بازی خوب موفق به برد نمی‌شد نتوانست استرس بازی را تحمل کند، بی‌حال شد و به بیمارستان منتقل شد. عبدالله ویسی پس از کسب نتایج نه چندان خوب در سپاهان، با تصمیم مدیران باشگاه از هدایت این تیم اصفهانی اخراج شد.
سرانجام عبدالله ویسی پس از کسب نتایج نه چندان خوب در سپاهان، با تصمیم مدیران باشگاه از هدایت تیم اخراج شد تا جایش را از هفته ۲۵ام لیگ شانزدهم به زلاتکو کرانچار بدهد.

## مسابقات

### لیگ برتر

#### جدول لیگ
| رتبه | تیم             | بازی | برد | مساوی | باخت | گل زده | گل خورده | گل تفاضل | امتیاز | صعود یا سقوط                       |
| ---- | --------------- | ---- | --- | ----- | ---- | ------ | -------- | -------- | ------ | ---------------------------------- |
| ۱    | پرسپولیس        | ۳۰   | ۲۰  | ۶     | ۴    | ۴۶     | ۱۴       | ۳۲+      | ۶۶     | مرحله گروهی لیگ قهرمانان آسیا ۲۰۱۸ |
| ۲    | استقلال         | ۳۰   | ۱۶  | ۹     | ۵    | ۴۵     | ۲۷       | ۱۸+      | ۵۷     | مرحله گروهی لیگ قهرمانان آسیا ۲۰۱۸ |
| ۳    | تراکتورسازی     | ۳۰   | ۱۵  | ۱۱    | ۴    | ۳۸     | ۲۴       | ۱۴+      | ۵۶     | مرحله گروهی لیگ قهرمانان آسیا ۲۰۱۸ |
| ۴    | ذوب‌آهن          | ۳۰   | ۱۲  | ۱۰    | ۸    | ۳۹     | ۳۱       | ۸+       | ۴۶     | پلی‌‌آف لیگ قهرمانان آسیا ۲۰۱۸       |
| ۵    | سپاهان          | ۳۰   | ۱۲  | ۹     | ۹    | ۳۸     | ۳۴       | ۴+       | ۴۵     |                                    |
| ۶    | پیکان           | ۳۰   | ۱۲  | ۸     | ۱۰   | ۳۹     | ۳۸       | ۱+       | ۴۴     |                                    |
| ۷    | استقلال خوزستان | ۳۰   | ۱۰  | ۱۱    | ۹    | ۳۶     | ۳۴       | ۲+       | ۴۱     |                                    |
| ۸    | گسترش           | ۳۰   | ۷   | ۱۷    | ۶    | ۲۶     | ۲۴       | ۲+       | ۳۸     |                                    |
| ۹    | نفت تهران       | ۳۰   | ۸   | ۱۲    | ۱۰   | ۳۱     | ۳۴       | ۳−       | ۳۶     |                                    |
| ۱۰   | فولاد           | ۳۰   | ۷   | ۱۴    | ۹    | ۳۰     | ۳۲       | ۲−       | ۳۵     |                                    |
| ۱۱   | پدیده           | ۳۰   | ۸   | ۱۰    | ۱۲   | ۲۸     | ۳۶       | ۸−       | ۳۴     |                                    |
| ۱۲   | صنعت نفت        | ۳۰   | ۸   | ۹     | ۱۳   | ۲۴     | ۳۴       | ۱۰−      | ۳۳     |                                    |
| ۱۳   | سایپا           | ۳۰   | ۷   | ۱۱    | ۱۲   | ۲۰     | ۳۰       | ۱۰−      | ۳۲     |                                    |
| ۱۴   | سیاه‌جامگان      | ۳۰   | ۶   | ۱۲    | ۱۲   | ۲۴     | ۳۵       | ۱۱−      | ۳۰     |                                    |
| ۱۵   | صبای قم         | ۳۰   | ۶   | ۱۰    | ۱۴   | ۲۲     | ۳۳       | ۱۱−      | ۲۸     | سقوط به لیگ آزادگان ۹۷–۱۳۹۶        |
| ۱۶   | ماشین‌سازی       | ۳۰   | ۳   | ۷     | ۲۰   | ۱۸     | ۴۵       | ۲۷−      | ۱۶     | سقوط به لیگ آزادگان ۹۷–۱۳۹۶        |

### بررسی مسابقات
| رقابت    | اولین بازی   | آخرین بازی       | جایگاه نهایی | آمار | آمار | آمار | آمار | آمار | آمار | آمار | آمار  |
| رقابت    | اولین بازی   | آخرین بازی       | جایگاه نهایی | بازی | ب    | ت    | ش    | گ‌ز   | گ‌خ   | ت‌گ   | % برد |
| -------- | ------------ | ---------------- | ------------ | ---- | ---- | ---- | ---- | ---- | ---- | ---- | ----- |
| لیگ برتر | ۵ مرداد ۱۳۹۵ | ۱۴ اردیبهشت ۱۳۹۶ | پنجم         | ۳۰   | ۱۲   | ۹    | ۹    | ۳۸   | ۳۴   | ۴+   | ۰۴۰   |
| جام حذفی | ۸ مهر ۱۳۹۵   | ۱۰ دی ۱۳۹۵       | نیمه‌نهایی    | ۵    | ۴    | ۰    | ۱    | ۹    | ۲    | ۷+   | ۰۸۰   |
| مجموع    | مجموع        | مجموع            | مجموع        | ۳۵   | ۱۶   | ۹    | ۱۰   | ۴۷   | ۳۶   | ۱۱+  | ۰۴۶   |

آخرین به‌روزرسانی در: ۱۰ نوامبر ۲۰۱۸.

منبع: رقابت‌ها

#### جدول عملکرد
| مجموع | مجموع  | مجموع | مجموع | مجموع | مجموع | مجموع | مجموع | خانه | خانه | خانه | خانه | خانه | خانه | مهمان | مهمان | مهمان | مهمان | مهمان | مهمان |
| بازی  | امتیاز | پ     | ت     | ش     | گ‌ز    | گ‌خ    | ت‌گ    | پ    | ت    | ش    | گ‌ز   | گ‌خ   | ت‌گ   | پ     | ت     | ش     | گ‌ز    | گ‌خ    | ت‌گ    |
| ----- | ------ | ----- | ----- | ----- | ----- | ----- | ----- | ---- | ---- | ---- | ---- | ---- | ---- | ----- | ----- | ----- | ----- | ----- | ----- |
| ۳۰    | ۴۵     | ۱۲    | ۹     | ۹     | ۳۸    | ۳۴    | ۴+    | ۸    | ۴    | ۳    | ۲۳   | ۱۶   | ۷+   | ۴     | ۵     | ۶     | ۱۵    | ۱۸    | −۳    |

|}

آخرین به روز رسانی جدول ۱۵ آوریل ۲۰۱۷
منبع: آمار و اطلاعات لیگ برتر
نحوه قرار گرفتن در جدول:1st امتیاز؛ 2nd تفاضل گل؛ 3rd گل زده.
# = رتبه در جدول؛ بازی = تعداد بازی؛ برد = بازیهای برده؛ مساوی = بازیهای مساوی؛ باخت = بازیهای باخته؛ زده = گل زده؛ خورده = گل خورده؛ تفاضل = تفاضل گل؛ امتیاز = امتیاز گرفته؛
(ق) = قهرمان؛ (س) = سقوط کرده؛ (ص) = صعود به رده بالاتر؛ (پ) = رفتن به پلی آف؛ (۱/۴) = رفتن به ۱/۴

#### خلاصه نتایج و وضعیت
| هفته  | ۱  | ۲ | ۳ | ۴ | ۵ | ۶ | ۷ | ۸ | ۹ | ۱۰ | ۱۱ | ۱۲ | ۱۳ | ۱۴ | ۱۵ | ۱۶ | ۱۷ | ۱۸ | ۱۹ | ۲۰ | ۲۱ | ۲۲ | ۲۳ | ۲۴ | ۲۵ | ۲۶ | ۲۷ | ۲۸ | ۲۹ | ۳۰ |
| ----- | -- | - | - | - | - | - | - | - | - | -- | -- | -- | -- | -- | -- | -- | -- | -- | -- | -- | -- | -- | -- | -- | -- | -- | -- | -- | -- | -- |
| زمین  | خ  | م | خ | م | خ | م | خ | م | خ | م  | خ  | م  | خ  | م  | خ  | م  | خ  | م  | خ  | م  | خ  | م  | خ  | م  | خ  | م  | خ  | م  | خ  | م  |
| نتیجه | ش  | پ | پ | ش | ت | پ | ش | ش | پ | ت  | ت  | ش  | پ  | پ  | ت  | ت  | پ  | ت  | ت  | ش  | ش  | ش  | پ  | ت  | پ  | ت  | پ  | پ  | پ  | ش  |
| وضعیت | ۱۵ | ۶ | ۲ | ۴ | ۶ | ۳ | ۴ | ۹ | ۶ | ۶  | ۷  | ۱۰ | ۸  | ۸  | ۸  | ۷  | ۴  | ۵  | ۵  | ۶  | ۹  | ۱۰ | ۸  | ۷  | ۵  | ۵  | ۵  | ۵  | ۴  | ۵  |

آخرین بروزرسانی: ٫ ۱۵ آوریل ۲۰۱۷.
منبع: Ipl (به انگلیسی) {{citation}}: External link in |عنوان= (help)

زمین: م = مهمان، خ = خانه. نتیجه: ت = تساوی، ش = شکست، پ = پیروزی.

#### جزئیات بازی‌ها
برد
      مساوی
      باخت
      انجام نشده
| تاریخ هفته | میزبان | نتیجه | مهمان | محل برگزاری |

| ۰۵ مرداد ۱۳۹۵ ۱ | سپاهان                             | ۰ – ۱ | پدیده                    | اصفهان                                                                                     |
| ۲۰:۳۰           | مهرداد۱۵ · شجاع '۴۱ · ریکانی '۸۹ · | گزارش | کفشگری '۱۸ · مرادمند ۴۳' | ورزشگاه: فولادشهر تماشاگران: ۴۰۰۰ داور: محمدرضا اکبریان کمک ها: ایوب غلامزاده، فرهاد مروجی |

| ۱۱ مرداد ۱۳۹۵ ۲ | نفت                                 | ۰ – ۱ | سپاهان                                           | تهران |
| ۲۰:۳۵           | وحید حمدی نژاد '۳۱ ایگور پراهیچ '۸۶ | گزارش | فرید بهزادی ۳۱'(پ.ن) · محرم '۷۴ · لی اولیویر '۷۸ | ورزشگاه: تختی تماشاگران: ۵۰ داور: محمدرضا فغانی کمک ها: محمدرضا ابوالفضل ، حسین طالقانی داور چهارم: علی میرغفاری ناظر داوری: خداداد افشاریان |

| ۱۶ مرداد ۱۳۹۵ ۳ | سپاهان                                  | ۳ – ۱ | استقلال خوزستان            | اصفهان |
| ۲۰:۳۰           | فرید بهزادی ۳۱' · رسول ۴۱' · ریکانی ۸۰' | گزارش | دورقی '۶۰ · زهیوی ۸۴'(پ.ن) | ورزشگاه: فولادشهر تماشاگران: ۸۰۰۰ داور: شاهین حاج‌بابایی کمک‌ها: محمدرضا امینی، امیر مبشر داور چهارم: حسین ترابیان ناظر داوری: جواد تقی‌پور |

| ۲۱ مرداد ۱۳۹۵ ۴ | صنعت نفت                                              | ۱ – ۰      | سپاهان | آبادان |
| ۲۰:۳۰           | محمد شادکام ۵۴' · زبیر نیک نفس '۵۷ · امیر زلیکانی '۹۰ | خلاصه بازی |        | ورزشگاه: تختی تماشاگران: ۲۰۰۰ داور: موعود بنیادیفر کمک ها: محمد عطایی ، علی اکبر نوری داور چهارم: یاسر همرنگ ناظر داوری: حسن کامرانی‌فر |

| ۲۰ شهریور ۱۳۹۵ ۵ | سپاهان                         | ۱ – ۱ | پیکان                              | اصفهان |
| ۱۷:۴۵            | پاپی ۶۸' · رسول '۶۸ · سرلک '۸۰ | گزارش | نعمتی ۱۸' · نعمتی '۱۹ · رحمانی '۵۳ | ورزشگاه: فولادشهر تماشاگران: ۱۲۰۰ داور: حسين زرگر کمک‌ها: آرمان اسعدی، محمدرضا مديرروستا داور چهارم: روح الله شريفی ناظر داوری: |

| ۲۵ شهریور ۱۳۹۵ ۶ | ماشین سازی                                                 | ۰ – ۱ | سپاهان                                        | تبریز |
| ۱۷:۰۰            | امین قاسمی‌نژاد '۲۵ آندرانیک تیموریان '۴۵ میرمهدی قریشی '۸۳ | گزارش | رضا میرزایی ۲۳' · علی‌محمدی '۴۵ · سهرابیان '۷۳ | ورزشگاه: تختی تماشاگران: ۷۰۰ داور: مهدی سيدعلی کمک ها: تورج عيوض محمدی ، مهدی عاليقدر داور چهارم: علی صفايی ناظر داوری: |

| ۳۱ شهریور ۱۳۹۵ ۷ | سپاهان                                                     | ۱ – ۳ | پرسپولیس                     | اصفهان |
| ۱۷:۳۰            | حاج‌صفی ۲۲' · پدرو '۳۷ · کولیبالی '۵۷ · رسول '۷۵ · محرم '۸۶ | گزارش | عالیشاه ۱۵' · طارمی ۶۱'، ۷۴' | ورزشگاه: فولادشهر تماشاگران: ۱۱۹۰۰ داور: بيژن حيدری کمک‌ها: بابک داوری، فرهاد مروجی داور چهارم: محمدحسين زاهدی‌فر ناظر داوری: |

| ۲۴ مهر ۱۳۹۵ ۸ | ذوب‌آهن                                                  | ۲ – ۰ | سپاهان                       | اصفهان |
| ۱۷:۰۰         | تبریزی ۴۸'، ۷۸' · رجب‌زاده '۵۷ · مهدی‌پور '۸۳ · عباسی '۸۸ | گزارش | حاج‌صفی '۲۱ سرلک '۴۳ شجاع '۶۲ | ورزشگاه: فولادشهر تماشاگران: ۳۰۰۰ داور: محسن ترکی کمک ها: رضا سخندان ، يعقوب سخندان داور چهارم: محمد‌رضا تارخ ناظر داوری: |

| ۳۰ مهر ۱۳۹۵ ۹ | سپاهان                                   | ۲ – ۱ | سیاه‌جامگان                        | اصفهان |
| ۱۵:۳۰         | حاج‌صفی ۱۰' · علی‌محمدی ۴۹' · کولیبالی '۸۱ | گزارش | شربتی '۱۹ · عسگری ۷۳' · هاشمی '۸۳ | ورزشگاه: فولادشهر تماشاگران: ۹۰۰ داور: سیدمهدی سیدعلی کمک‌ها: محمد راهی، محمد جواد مداح داور چهارم: وحید صالحی ناظر داوری: زاهد بحرینی |

| ۶ آبان ۱۳۹۵ ۱۰ | سایپا                | ۱ – ۱ | سپاهان                                                        | تهران |
| ۱۶:۴۰          | رضایی '۱۷ · شیری ۹۳' | گزارش | بحیرایی '۹ · کولیبالی ۲۶' · سهرابیان '۴۸ '۵۹ · لی اولیویر '۸۹ | ورزشگاه: دستگردی تماشاگران: ۴۵۵ داور: محمد ملکی کمک ها: سعيد علی‌نژاديان ، امير مبشر داور چهارم: علی میرغفاری ناظر داوری: |

| ۴ آذر ۱۳۹۵ ۱۱ | سپاهان                                                                  | ۱ – ۱ | فولاد                      | اصفهان |
| ۱۴:۳۰         | کولیبالی '۲۵ · کولیبالی ۳۳' · احمدی '۴۵ · علی‌محمدی '۷۱ · خلیل‌زاده '۸۶ · | گزارش | انصاری ۱۹'(پ.ن) · والی '۵۹ | ورزشگاه: فولادشهر تماشاگران: ۳۰۰۰ داور: محمدرضا فغانی کمک‌ها: حسين طالقانی، اميررضا آشورماهانی داور چهارم: محمدرضا تارخ ناظر داوری: |

| ۱۱ آذر ۱۳۹۵ ۱۲ | گسترش فولاد                                                       | ۲ – ۱ | سپاهان                            | تبریز |
| ۱۴:۳۰          | ابراهیم‌زاده ۲۸' · پریرا ۴۵'(پ.ن) · خالقی‌فر '۵۳ · مگنو باتیستا '۸۲ | گزارش | حاج‌صفی ۱۲' · رسول '۳۹ · احمدی '۴۵ | ورزشگاه: بنیان دیزل تماشاگران: ۱۵۰ داور: محسن ترکی کمک ها: رضا سخندان ، يعقوب سخندان داور چهارم: مهدی مرجان‌زاده ناظر داوری: |

| ۱۹ آذر ۱۳۹۵ ۱۳ | سپاهان                                                                    | ۴ – ۱ | صبا                                                    | اصفهان |
| ۱۴:۳۰          | مهرداد ۲۹' · مهرداد '۲۹ · علی‌محمدی ۳۵' · مهرداد ۵۳' · پاپی ۹۲' · شجاع '۹۳ | گزارش | امرایی '۳۱ · علی‌آبادی '۶۷ · امیری '۸۴ · دهنوی ۹۰'(پ.ن) | ورزشگاه: نقش جهان تماشاگران: ۴۰۰۰ داور: پیام حیدری کمک ها: علیرضا ایلدروم ، محمد عطایی داور چهارم: سیدرضا مهدوی ناظر داوری:علیرضا کهوری |

| ۲۶ آذر ۱۳۹۵ ۱۴ | تراکتورسازی                                        | ۱ – ۲ | سپاهان                  | تبریز |
| ۱۴:۰۰          | حاتمی ۷۱' · رفیعی '۶۲ · گودرزی '۷۸ · کرار جاسم '۹۰ | گزارش | مهرداد ۲۴' · حاج‌صفی ۵۶' | ورزشگاه: اختصاصی تراکتورسازی تماشاگران: ۵۰۰۰ داور: اشکان خورشیدی کمک ها: علی‌اکبر عظیم‌پور ، محمدرضا مدیرروستا |

| ۵ دی ۱۳۹۵ ۱۵ | سپاهان       | ۱ – ۱ | استقلال                               | اصفهان                                                                                 |
| ۱۴:۳۰        | علی‌محمدی ۷۰' | گزارش | اسماعیلی '۲۱ · مکویان '۵۶ · برزای ۹۳' | ورزشگاه: نقش جهان تماشاگران: ۴۰۰۰۰ داور: علیرضا فغانی کمک ها: حسین طالقانی ، محمد راهی |

| ۲۴ دی ۱۳۹۵ ۱۶ | پدیده                             | ۱ – ۱ | سپاهان                      | مشهد |
| ۱۴:۰۰         | کفشگری ۵۷'(پ.ن) · مرادمند '۴۸ '۸۶ | گزارش | علی‌محمدی ۶۷' · علی‌محمدی '۹۰ | ورزشگاه: ثامن داور: رضا کرمانشاهی کمک ها: علی اکبر نوری ، بابک عباسقلی‌زاده داور چهارم: علی بای ناظر داوری:بهرام مهرپیما |

| ۲۹ دی ۱۳۹۵ ۱۷ | سپاهان                  | ۲ – ۱ | نفت         | اصفهان |
| ۱۴:۳۰         | حسن‌زاده ۶۵' · محمدی ۶۶' |       | غلامی ۲۹' · | ورزشگاه: نقش جهان تماشاگران: ۸۰۰۰ داور: حمید حاج ملک کمک ها: حمید غمزه ، فرهاد مروجی داور چهارم: جواد رحیم‌زاده ناظر داوری: خداداد افشاریان |

| ۴ بهمن ۱۳۹۵ ۱۸ | استقلال خوزستان  | ۱ – ۱ | سپاهان             | اهواز |
| ۱۴:۴۵          | آلویس نانگ ۴۵' · |       | حسن‌زاده ۳۲'(پ.ن) · | ورزشگاه: غدیر تماشاگران: ۱۰۰۰ داور: رضا مهدوی کمک‌ها: آرمان اسعدی، فرزاد بهرامی داور چهارم: علیرضا حیدرنیا ناظر داوری: |

| ۹ بهمن ۱۳۹۵ ۱۹ | سپاهان     | ۰ – ۰ | صنعت نفت            | اصفهان |
| ۱۵:۰۰          | حاج‌صفی '۴۲ |       | علیرضا نورمحمدی '۸۲ | ورزشگاه: نقش جهان تماشاگران: ۵۰۰۰ داور: روح‌الله شریفی کمک‌ها: محمدرضا منصوری، حسن یوسفی داور چهارم: وحید صالحی ناظر داوری: سعید بطحایی |

| ۱۴ بهمن ۱۳۹۵ ۲۰ | پیکان | v | سپاهان |  |
| ۱۵:۰۰           |       |   |        |  |

| ۲۱ بهمن ۱۳۹۵ ۲۱ | سپاهان | v | ماشین سازی | اصفهان            |
| ۱۶:۰۰           |        |   |            | ورزشگاه: نقش جهان |

| ۲۸ بهمن ۱۳۹۵ ۲۲ | پرسپولیس | v | سپاهان |  |
| ۱۷:۱۰           |          |   |        |  |

| ۱۵ اسفند ۱۳۹۵ ۲۳ | سپاهان | v | ذوب‌آهن | اصفهان            |
| ۱۶:۰۰            |        |   |        | ورزشگاه: نقش جهان |

| ۲۰ اسفند ۱۳۹۵ ۲۴ | سیاه‌جامگان | v | سپاهان |  |
| ۱۵:۰۰            |            |   |        |  |

| ۱۲ فروردین ۱۳۹۶ ۲۵ | سپاهان | v | سایپا | اصفهان            |
| ۱۷:۰۰              |        |   |       | ورزشگاه: نقش جهان |

| ۱۸ فروردین ۱۳۹۶ ۲۶ | فولاد | v | سپاهان |  |
| ۱۹:۰۰              |       |   |        |  |

| ۲۵ فروردین ۱۳۹۶ ۲۷ | سپاهان | v | گسترش فولاد | اصفهان            |
| ۱۹:۰۰              |        |   |             | ورزشگاه: نقش جهان |

| ۳۱ فروردین ۱۳۹۶ ۲۸ | صبا | v | سپاهان |  |
| ۱۷:۴۵              |     |   |        |  |

| ۹ اردیبهشت ۱۳۹۶ ۲۹ | سپاهان | v | تراکتورسازی | اصفهان            |
| ۱۸:۰۰              |        |   |             | ورزشگاه: نقش جهان |

| ۱۴ اردیبهشت ۱۳۹۶ ۳۰ | استقلال | v | سپاهان |  |
| ۱۸:۰۰               |         |   |        |  |

### جام حذفی

#### جزئیات بازی‌ها
برد
      مساوی
      باخت
      انجام نشده
| تاریخ هفته | میزبان | نتیجه | مهمان | محل برگزاری |

| ۰۸ مهر ۱۳۹۵ ۱/۳۲ | غذای سبز مشهد | ۰ – ۴ | سپاهان                                           | مشهد          |
| ۱۴:۳۰            |               | گزارش | قائد رحمتی ۶۷' · میرجوان ۸۷'، ۹۳' · علی‌محمدی ۹۰' | ورزشگاه: ثامن |

| ۱۴ آبان ۱۳۹۵ ۱/۱۶ | سپاهان     | ۱ – ۰ | پارس جنوبی جم | اصفهان            |
| ۱۳:۳۰             | بهزادی ۲۰' | گزارش |               | ورزشگاه: نقش جهان |

| ۲۸ آبان ۱۳۹۵ ۱/۸ | آلومینیوم اراک                        | ۱ – ۲ | سپاهان                                  | اراک |
| ۱۳:۳۰            | معقولی '۲۸ · پورعلی '۶۸ · بختیاری ۹۵' | گزارش | علی‌محمدی ۹' · پدرو ۱۰۸' · علی‌محمدی '۱۲۲ | ورزشگاه: امام خمینی تماشاگران: ۱۲۰۰۰ داور: محمدرضا اکبریان کمک ها: محمدرضا مدیرروستا ، محسن سلطانی داور چهارم: یاسر همرنگ ناظر داوری: حسین نجاتی |

| ۳۰ آذر ۱۳۹۵ ۱/۴ | سپاهان               | ۲ – ۰ | سایپا          | اصفهان |
| ۱۳:۳۰           | حاج‌صفی ۴' · رسول ۸۸' | گزارش | شاه‌علیدوست '۷۸ | ورزشگاه: نقش جهان تماشاگران: ۱۵۰۰ داور: تورج حق‌وردی کمک ها: حسن ظهیری ، جلیل شعرانی داور چهارم: روح‌الله شریفی ناظر داوری: سعید بطحایی |

| ۱۰ دی ۱۳۹۵ نیمه‌نهایی | سپاهان                                                | ۰ – ۱ | نفت                                                                         | اصفهان |
| ۱۳:۳۰                | علی‌محمدی '۳۵ · کولیبالی '۷۷ · حاج‌صفی۳+۹۰ · شجاع '۶+۹۰ | گزارش | مبعلی ۴+۴۵'(پ.ن) · آل‌نعمه '۶۰ · حمدی‌نژاد '۶۶ · غلامی '۷۹ · بوعذار '۸۱ '۶+۹۰ | ورزشگاه: نقش جهان تماشاگران: ۳۵۰۰۰ داور: موعود بنیادی‌فر کمک ها: رضا سخندان ، سجاد طوری داور چهارم: سیدرضا مهدوی ناظر داوری: ابراهیم میرزابیگی |

## باشگاه

### کادر فنی
| سمت                   | نام             |
| سرمربی                | عبدالله ویسی    |
| کمک‌مربی‌ها             | کریم قنبری      |
| کمک‌مربی‌ها             | مجید بصیرت      |
| کمک‌مربی‌ها             | علی‌اکبر دهقان   |
| کمک‌مربی‌ها             | حسام فتاحی      |
| مربی دروازه‌بان‌ها      | علی لسان فولادی |
| مربی بدنسازی          | رافائل فوگاگیرو |
| سرپرست                | مهدی اخوان      |
| ویدئو ادیتور (آنالیز) | منوچهر رضائی    |
| پزشک                  | محمدجعفر رشادی  |
| فیزیوتراپیست          | عباس یوسف‌زاده   |
| مدیر اداری-اجرایی     | رضا فتاحی       |
| تدارکات               | ناصر ملارضایی   |
| تدارکات               | سعید شبیه‌خانی   |
| مدیر رسانه‌ای          | یعقوب پیری      |
| روابط عمومی           | حمید باقری      |

## بازیکنان
فهرست بازیکنانی که تاکنون حضورشان در فصل ۹۶-۱۳۹۵ قطعی شده است، به شرح زیر است:

آخرین به روز رسانی: ۱۷ دی ۱۳۹۵
| شماره |       | نقش       | بازیکن                     |
| ----- | ----- | --------- | -------------------------- |
| ۱     | برزیل | دروازه‌بان | لی اولیویرا                |
| ۳     | ایران | مدافع     | شجاع خلیل‌زاده              |
| ۵     | مالی  | مدافع     | موسی کولیبالی              |
| ۶     | ایران | میانی     | میلاد سرلک                 |
| ۷     | ایران | میانی     | حسین پاپی (کاپیتان دوم)    |
| ۸     | ایران | میانی     | رسول نویدکیا (کاپیتان سوم) |
| ۹     | ایران | میانی     | فرید بهزادی کریمی          |
| ۱۰    | ایران | میانی     | طالب ریکانی                |
| ۱۲    | ایران | میانی     | رضا دهقانی                 |
| ۱۴    | ایران | مهاجم     | مسعود حسن‌زاده              |
| ۱۵    | ایران | مهاجم     | مهدی علی‌مرادی              |
| ۱۷    | ایران | مهاجم     | جلال‌الدین علی‌محمدی         |
| ۱۸    | ایران | میانی     | ناصر قلاوند                |
| ۱۹    | ایران | میانی     | صابر دیده‌ور                |
| ۲۰    | ایران | مهاجم     | مسعود کاظمینی              |

| شماره |          | نقش       | بازیکن                 |
| ----- | -------- | --------- | ---------------------- |
| ۲۱    | ایران    | میانی     | محمود قائد رحمتی       |
| ۲۲    | ایران    | دروازه‌بان | فرید نجات              |
| ۲۳    | ایران    | میانی     | مهرداد محمدی           |
| ۲۶    | ایران    | مدافع     | علی احمدی              |
| ۲۷    | ایران    | دروازه‌بان | مهدی امینی             |
| ۲۸    | ایران    | مدافع     | احسان حاج‌صفی (کاپیتان) |
| ۳۳    | ایران    | مدافع     | آرمین سهرابیان         |
| ۳۷    | ایران    | مهاجم     | حسین فاضلی             |
| ۳۹    | ایران    | مدافع     | محمد روشندل            |
| ۴۷    | ایران    | مدافع     | هادی عقیلی             |
| ۵۵    | ایران    | مدافع     | عارف غلامی             |
| ۷۰    | ایران    | میانی     | حامد بحیرایی           |
| ۷۷    | ایران    | مهاجم     | رضا میرزایی            |
| ۸۰    | ازبکستان | میانی     | سرور جپاروف            |
| ۸۸    | ایران    | مدافع     | جلال عبدی              |

### نقل و انتقالات

#### پیش فصل
| شماره |            | نقش       | بازیکن                             |
| ----- | ---------- | --------- | ---------------------------------- |
| ۵     | مالی       | مدافع     | موسی کولیبالی (از استقلال خوزستان) |
| ۱۷    | ایران      | مهاجم     | جلال‌الدین علی‌محمدی (از صبای قم)    |
| ۱۱    | ایران      | مهاجم     | عماد میرجوان (از آلومینیوم اراک)   |
| ۲۱    | ایران      | هافبک     | محمود قائد رحمتی (از خیبر خرم‌آباد) |
| ۱۰    | ایران      | هافبک     | طالب ریکانی (از استقلال اهواز)     |
| ۳     | ایران      | مدافع     | شجاع خلیل‌زاده (از تراکتورسازی)     |
| ۲۳    | ایران      | هافبک     | مهرداد محمدی (از راه‌آهن)           |
| ۹۹    | تیمور شرقی | مهاجم     | پدرو هنریکه اولیویرا (از ایرفورس)  |
| ۲     | ایران      | مدافع     | علی هلیچی (از استقلال اهواز)       |
| ۱     | برزیل      | دروازه‌بان | لی اولیویرا (از آکادمیکا)          |
| ۹     | ایران      | هافبک     | فرید بهزادی کریمی (از صبای قم)     |
| ۲۸    | ایران      | مهاجم     | احسان حاج‌صفی (از اف‌اس‌وی فرانکفورت) |

| شماره |            | نقش       | بازیکن                             |
| ----- | ---------- | --------- | ---------------------------------- |
| ۵     | مالی       | مدافع     | موسی کولیبالی (از استقلال خوزستان) |
| ۱۷    | ایران      | مهاجم     | جلال‌الدین علی‌محمدی (از صبای قم)    |
| ۱۱    | ایران      | مهاجم     | عماد میرجوان (از آلومینیوم اراک)   |
| ۲۱    | ایران      | هافبک     | محمود قائد رحمتی (از خیبر خرم‌آباد) |
| ۱۰    | ایران      | هافبک     | طالب ریکانی (از استقلال اهواز)     |
| ۳     | ایران      | مدافع     | شجاع خلیل‌زاده (از تراکتورسازی)     |
| ۲۳    | ایران      | هافبک     | مهرداد محمدی (از راه‌آهن)           |
| ۹۹    | تیمور شرقی | مهاجم     | پدرو هنریکه اولیویرا (از ایرفورس)  |
| ۲     | ایران      | مدافع     | علی هلیچی (از استقلال اهواز)       |
| ۱     | برزیل      | دروازه‌بان | لی اولیویرا (از آکادمیکا)          |
| ۹     | ایران      | هافبک     | فرید بهزادی کریمی (از صبای قم)     |
| ۲۸    | ایران      | مهاجم     | احسان حاج‌صفی (از اف‌اس‌وی فرانکفورت) |

| شماره |                 | نقش       | بازیکن                              |
| ----- | --------------- | --------- | ----------------------------------- |
| ۳     | ایران           | مدافع     | حبیب گردانی (به ماشین‌سازی)          |
| ۲۱    | ایران           | مدافع     | وریا غفوری (به استقلال)             |
| ۹     | ایران           | هافبک     | محمدرضا خلعتبری (به گسترش فولاد)    |
| ۳۳    | ایران           | دروازه‌بان | شهاب گردان (به پدیده خراسان)        |
| ۱     | ایران           | دروازه‌بان | رحمان احمدی (به پیکان)              |
| ۷۴    | ایران           | مهاجم     | امین منوچهری (به بادران)            |
| ۱۰    | ایران           | مدافع     | عبدالله کرمی (به فولاد)             |
| ۱۱    | ایران           | هافبک     | امین جهان‌عالیان (به)                |
| ۲۹    | برزیل           | مهاجم     | لوسیانو پریرا مندز (به گسترش فولاد) |
| ۱۷    | بوسنی و هرزگوین | هافبک     | سنیاد ایبریچیچ (به کوپر)            |
| ۱۲    | ایران           | هافبک     | علی کریمی (به دینامو زاگرب)         |
| ۱۸    | ازبکستان        | هافبک     | فوزیل موسایف (به)                   |
| ۲     | برزیل           | مدافع     | لئاندرو پادوانی (به)                |

| شماره |                 | نقش       | بازیکن                              |
| ----- | --------------- | --------- | ----------------------------------- |
| ۳     | ایران           | مدافع     | حبیب گردانی (به ماشین‌سازی)          |
| ۲۱    | ایران           | مدافع     | وریا غفوری (به استقلال)             |
| ۹     | ایران           | هافبک     | محمدرضا خلعتبری (به گسترش فولاد)    |
| ۳۳    | ایران           | دروازه‌بان | شهاب گردان (به پدیده خراسان)        |
| ۱     | ایران           | دروازه‌بان | رحمان احمدی (به پیکان)              |
| ۷۴    | ایران           | مهاجم     | امین منوچهری (به بادران)            |
| ۱۰    | ایران           | مدافع     | عبدالله کرمی (به فولاد)             |
| ۱۱    | ایران           | هافبک     | امین جهان‌عالیان (به)                |
| ۲۹    | برزیل           | مهاجم     | لوسیانو پریرا مندز (به گسترش فولاد) |
| ۱۷    | بوسنی و هرزگوین | هافبک     | سنیاد ایبریچیچ (به کوپر)            |
| ۱۲    | ایران           | هافبک     | علی کریمی (به دینامو زاگرب)         |
| ۱۸    | ازبکستان        | هافبک     | فوزیل موسایف (به)                   |
| ۲     | برزیل           | مدافع     | لئاندرو پادوانی (به)                |

#### نیم فصل
| شماره |       | نقش   | بازیکن                             |
| ----- | ----- | ----- | ---------------------------------- |
| ۸۸    | ایران | مدافع | سید جلال عبدی (از استقلال خوزستان) |
| ۱۴    | ایران | مهاجم | مسعود حسن‌زاده (از سایپا)           |

| شماره |       | نقش   | بازیکن                             |
| ----- | ----- | ----- | ---------------------------------- |
| ۸۸    | ایران | مدافع | سید جلال عبدی (از استقلال خوزستان) |
| ۱۴    | ایران | مهاجم | مسعود حسن‌زاده (از سایپا)           |

| شماره |            | نقش   | بازیکن                        |
| ----- | ---------- | ----- | ----------------------------- |
|       | ایران      | مدافع | سعید قائدی‌فر (به ماشین‌سازی)   |
| ۱۱    | ایران      | مهاجم | عماد میرجوان (به اکسین البرز) |
| ۹۹    | تیمور شرقی | مهاجم | پدرو هنریکه اولیویرا (به)     |

| شماره |            | نقش   | بازیکن                        |
| ----- | ---------- | ----- | ----------------------------- |
|       | ایران      | مدافع | سعید قائدی‌فر (به ماشین‌سازی)   |
| ۱۱    | ایران      | مهاجم | عماد میرجوان (به اکسین البرز) |
| ۹۹    | تیمور شرقی | مهاجم | پدرو هنریکه اولیویرا (به)     |

### عملکرد بازیکنان

#### گل
| بازیکن            | گل |
| ----------------- | -- |
| جلال علی‌محمدی     | ۶  |
| احسان حاج‌صفی      | ۵  |
| مهرداد محمدی      | ۴  |
| فرید بهزادی کریمی | ۳  |
| حسین پاپی         | ۲  |
| موسی کولیبالی     | ۲  |
| عماد میرجوان      | ۲  |
| رسول نویدکیا      | ۲  |
| مسعود حسن‌زاده     | ۲  |
| طالب ریکانی       | ۱  |
| رضا میرزایی       | ۱  |
| محمود قائد رحمتی  | ۱  |
| پدرو هنریکه       | ۱  |

| بازیکن            | گل |
| ----------------- | -- |
| احسان حاج‌صفی      | ۴  |
| جلال علی‌محمدی     | ۴  |
| مهرداد محمدی      | ۴  |
| فرید بهزادی کریمی | ۲  |
| حسین پاپی         | ۲  |
| موسی کولیبالی     | ۲  |
| مسعود حسن‌زاده     | ۲  |
| رسول نویدکیا      | ۱  |
| طالب ریکانی       | ۱  |
| رضا میرزایی       | ۱  |

| بازیکن            | گل |
| ----------------- | -- |
| عماد میرجوان      | ۲  |
| جلال علی‌محمدی     | ۲  |
| فرید بهزادی کریمی | ۱  |
| احسان حاج‌صفی      | ۱  |
| محمود قائد رحمتی  | ۱  |
| رسول نویدکیا      | ۱  |
| پدرو هنریکه       | ۱  |

#### پاس گل
| بازیکن            | پاس گل |
| ----------------- | ------ |
| احسان حاج‌صفی      | ۷      |
| جلال علی‌محمدی     | ۴      |
| مهرداد محمدی      | ۳      |
| فرید بهزادی کریمی | ۳      |
| رسول نویدکیا      | ۳      |
| پدرو هنریکه       | ۲      |
| میلاد سرلک        | ۲      |
| حسین فاضلی        | ۱      |
| عارف غلامی        | ۱      |
| آرمین سهرابیان    | ۱      |

| بازیکن            | پاس گل |
| ----------------- | ------ |
| احسان حاج‌صفی      | ۷      |
| پدرو هنریکه       | ۲      |
| مهرداد محمدی      | ۲      |
| رسول نویدکیا      | ۲      |
| جلال علی‌محمدی     | ۲      |
| حسین فاضلی        | ۱      |
| عارف غلامی        | ۱      |
| میلاد سرلک        | ۱      |
| فرید بهزادی کریمی | ۱      |

| بازیکن            | ;پاس گل |
| ----------------- | ------- |
| جلال علی‌محمدی     | ۲       |
| فرید بهزادی کریمی | ۱       |
| مهرداد محمدی      | ۱       |
| رسول نویدکیا      | ۱       |
| عارف غلامی        | ۱       |
| آرمین سهرابیان    | ۱       |